# Libert Boeynaems
Libert Hubert Jean Louis Boeynaems (Antwerpen, 18 augustus 1857 – 13 mei 1926) was een Belgische missiebisschop van de Congregatie van de Heilige Harten van Jezus en Maria in Hawaï.
Boeynaems trad in 1877 binnen bij de Congregatie van de Heilige Harten van Jezus en Maria en werd in 1881 tot priester gewijd. In 1903 werd hij aangesteld als bisschop van het apostolisch vicariaat van de Hawaïaanse eilanden (het latere bisdom Honolulu) en tot titulair bisschop van Zeugma.
Hij stierf op 68-jarige leeftijd in Hawaï en werd begraven op King Street Catholic Cemetery in Honolulu.

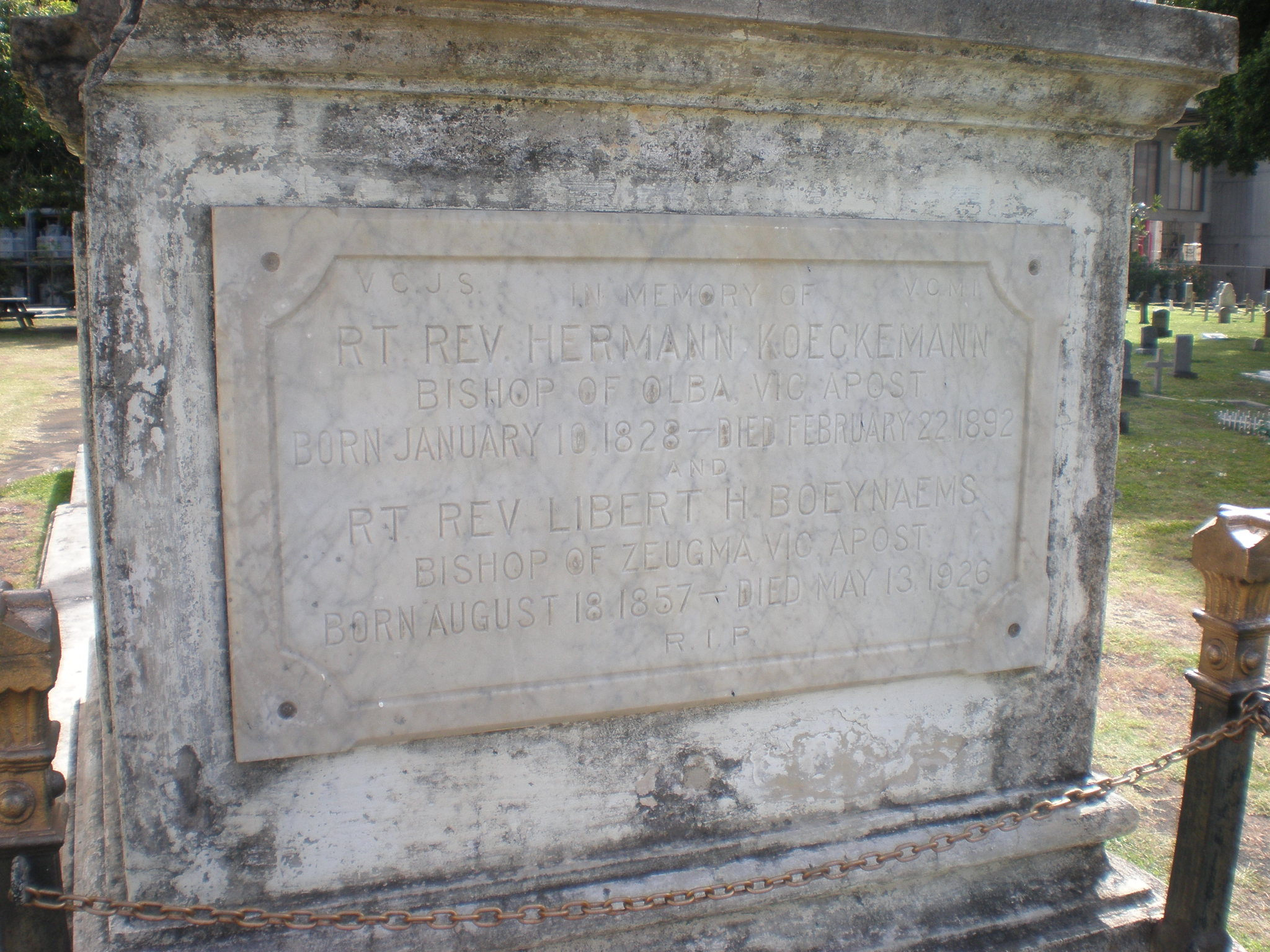
De graftombe van de picpus-paters en apostolische vicarissen van de Hawaïaanse eilanden Hermann Koeckemann en Libert Boeynaems in Honolulu.